# Fita isolante

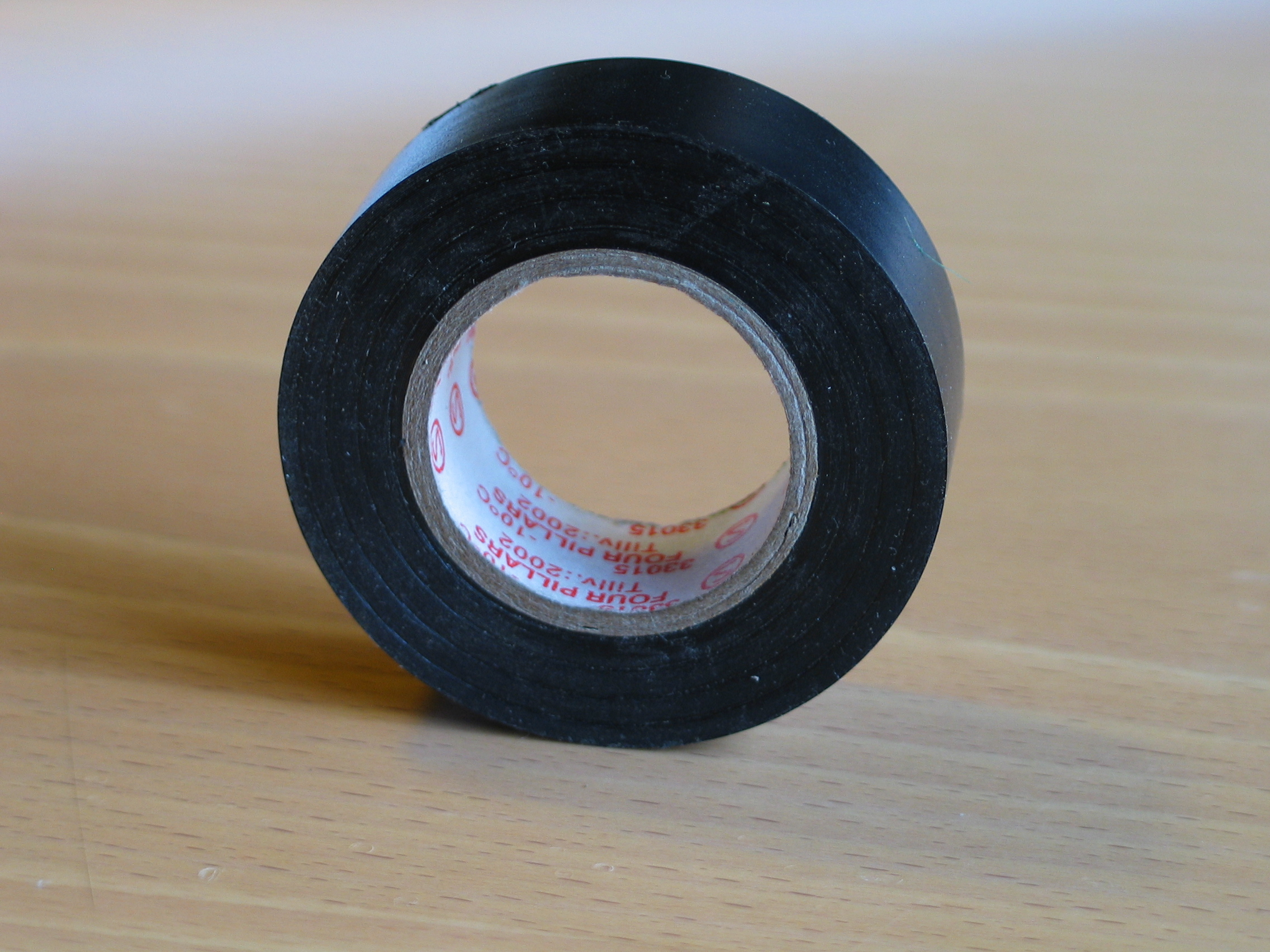
Fita isolante de baixa tensão

Fita isolante é uma tira adesiva e estreita, enrolada sobre um pequeno tubo (ou rolo: peça cilíndrica, de diâmetro variável), contendo material de PVC (também conhecido como vinil) que serve de isolante elétrico para conexões e componentes eletro/eletrônicos ou qualquer material que conduz eletricidade em baixas tensões elétricas. Pode ser feito de vários plásticos, mas o vinil é o mais popular, pois se estende bem e oferece um isolamento eficaz e duradouro.
Existem fitas isolantes para outras classes de tensão (médias e altas tensões) que são fabricadas com materiais diferente do vinil, como tecido de fibra de vidro.

## Histórico
As primeiras aplicações de materiais isolantes para revestir cabos elétricos ocorreram na metade do século XIX, quando eram utilizados o látex de guta-percha, que é um bom isolante elétrico, com alta rigidez dielétrica. Esse material foi usado para revestir cabos elétrico submarinos.
Em 14 de junho de 1860, o inventor britânico Jonathan Edwards Chatterton patenteou uma fita isolante feita de lona revestida com uma mistura de alcatrão norueguês, guta-percha e resina. Na frança, ainda nos atuais dias, fita isolante é chamada de "Chatterton", típico caso de marca registrada que passou a designar um produto genérico.
Algumas invenções lançadas na primeira metade do século XX, favoreceram a industrialização da fita isolante na sua atual concepção, como em 1901, quando o inventor e farmacologista alemão Oscar Troplowitz inventou uma superfície adesiva enrolada sobre si mesma e em 1925, quando o americano Richard Drew, engenheiro da 3M, desenvolveu uma fita adesiva de celuloide (um dos primeiros plásticos sintéticos fabricados em larga escala) de uso geral, vendida em rolos.
Com a necessidade e a demanda de novos produtos durante a Segunda Guerra Mundial, neste período foram desenvolvidos inúmeros tipos de fitas para uso no reparo de emergências, incluindo fitas para isolação elétrico utilizando a resina de vinil (PVC) flexível, elástica, inerte e resistente. Ainda na década de 1940, a empresa 3M solicitou uma patente para uma fita isolante plastica com um adesivo de borracha sem enxofre que foi lançado originalmente na cor amarela (por causa das altas temperaturas de fabricação) e posteriormente na cor branca. Na década de 1960, o produto foi lançado na cor preta, na tentativa de impedir ou reduzir o efeitos dos raios ultravioletas que desgastavam o material nas cores claras.